# Estación AACD-Servidor
Estación AACD-Servidor es una estación de la Línea 5-Lila del Metro de São Paulo. Inaugurada el 31 de agosto de 2018, es parte del de expansión de la línea hasta la estación Chácara Klabin de la Línea 2-Verde el 28 de septiembre de 2018. Facilitará el acceso al Hospital Servidor Público Estadual y a AACD.

## Tabla
| Sigla | Estación      | Inauguración         | Capacidad                  | Integración              | Plataformas | Posición    | Comentarios |
| ----- | ------------- | -------------------- | -------------------------- | ------------------------ | ----------- | ----------- | --- |
| SER   | AACD-Servidor | 31 de agosto de 2018 | 40 mil pasajeros hora/pico | Bilhete Único de SPTrans | Laterales   | Subterránea | Por estar cerca de importantes hospitales, es la estación con mejor accesibilidad de la Línea 5 - Lila. Además, posee estacionamiento de autos integrado. |